# التصنيفات الدولية لكرواتيا
فيما يلي التصنيفات الدولية لكرواتيا:

## تصنيفات عامّة
- الأمم المتحدة: في قائمة الدول حسب مؤشر التنمية البشرية 2010، حلّت كرواتيا في المرتبة 51 من أصل 169 دولة. في المجمل، بلغ عدد الدول المدرجة في المؤشر 194 دولة، لكن منها 25 دولة غير مصنّفة. تقع كرواتيا في الثلث الأول من الدول المصنفة على أنها تتمتع بـ "تنمية بشرية عالية"، والتي تبدأ بالدولة رقم 43. تم تصنيف الدول الـ 42 الأولى في المؤشر على أنها تتمتع بـ "تنمية بشرية عالية جدًا". يتم قياس التنمية البشرية باستخدام عوامل مثل طول العمر والتعليم والدخل. مؤشر التنمية البشرية ومكوناته

## اقتصادياً
- وول ستريت جورنال ومؤسسة هيريتيج: في مؤشر الحرية الاقتصادية لعام 2011، صُنّفت كرواتيا على أنها الدولة صاحبة الاقتصاد الأكثر حرية في المرتبة 82 بين 179 دولة في العالم.

## سياسياً
- تنشر منظمة الشفافية الدولية تقرير مؤشر مدركات الفساد سنوياً.[1] عام 2010 نسخة محفوظة 2012-04-25 على موقع واي باك مشين., حلت كرواتيا في المرتبة 62 من أصل 178 دولة. يقيس مؤشر مدركات الفساد درجة انتشار الفساد في القطاع العام في 178 دولة حول العالم. وتستمد نتائج عام 2010 من 13 دراسة استقصائية وتقييمات نُشرت بين يناير/كانون الثاني 2009 وسبتمبر/أيلول 2010.CPI 2010
- تنشر منظمة مراسلون بلا حدود نسخة محفوظة 2016-03-20 على موقع واي باك مشين. مؤشر حرية الصحافة. في 2010 نسخة محفوظة 2012-01-27 على موقع واي باك مشين.، احتلت كرواتيا المرتبة 62 من بين 178 دولة، بعد أن كانت في المرتبة 78 في عام 2011. 2009.
- في مؤشر السلام العالمي لعام 2014، حلت كرواتيا في المرتبة 26 من أصل 162 دولة.[2]

## تصنيفات أخرى
| المنظمة                                     | الاستطلاع\المؤشر                                                      | الترتيب   |
| ------------------------------------------- | --------------------------------------------------------------------- | --------- |
| مراسلون بلا حدود                            | مؤشر حرية الصحافة العالمي 2009                                        | 62 من 178 |
| مؤسسة هيريتيج [الإنجليزية]/وول ستريت جورنال | مؤشر حرية الاقتصاد 2010 نسخة محفوظة 2018-12-24 على موقع واي باك مشين. | 82 من 179 |
| الشفافية الدولية                            | مؤشر مدركات الفساد 2010 نسخة محفوظة 2012-04-25 على موقع واي باك مشين. | 62 من 180 |
| برنامج الأمم المتحدة الإنمائي               | مؤشر التنمية البشرية 2009                                             | 45 من 182 |
| المنظمة العالمية للملكية الفكرية            | مؤشر الابتكار العالمي، 2024                                           | 43 من 133 |